# Rio Jaguari-Mirim
Rio Jaguari-Mirim är ett vattendrag i Brasilien.   Det ligger i delstaten São Paulo, i den sydöstra delen av landet, 700 km söder om huvudstaden Brasília.
Omgivningen kring Rio Jaguari-Mirim är en mosaik av jordbruksmark och naturlig växtlighet. Området är ganska tätbefolkat, med 90 invånare per kvadratkilometer.